# Legacy, notre héritage
Legacy, notre héritage es una película documental francesa de 2021 dirigida por Yann Arthus-Bertrand y escrita por este junto con Isabelle Delannoy, Franck Courchamp y Michael Pitiot.En este poderoso largometraje, se explora el impacto humano sobre la Tierra a través de impresionantes imágenes aéreas y testimonios conmovedores. La película busca concienciar sobre la urgencia de actuar para preservar nuestro planeta para las futuras generaciones.

## Sinopsis
Diez años después de la película Home (2009), Yann Arthus-Bertrand repasa, con Legacy, su vida y sus cincuenta años de carrera contando la historia de la naturaleza y la especie humana. El director revela en este documental un planeta que sufre más que nunca. Nos muestra una humanidad desorientada y confusa que lleva mintiéndose a sí misma durante décadas, y que ahora es incapaz de tomarse en serio la amenaza que la acecha a ella y al resto de seres vivos. No podemos ignorar la catástrofe ecológica que está teniendo lugar en la actualidad. Nuestra especie, en un intento de transformar, dominar y desviar la energía, ha provocado el desequilibrio del orden natural de las cosas. La negación del cambio climático ya no es una opción. Es nuestra supervivencia en la Tierra lo que está en juego, y es responsabilidad de todas. En este trabajo tan personal, el fotógrafo también ofrece soluciones a la audiencia invitándola a que se reconcilie con la naturaleza.

## Producción
Para la producción del documental, el fotógrafo contó con el apoyo de Calt Compagny y Hope Productions.Se estrenó en 2021 y pudo visionarse en el canal de televisión francesa M6.Un año más tarde se emitió en la plataforma de entretenimiento TOU.TV.
La producción de la película necesitó más de un año y medio de trabajo.El largometraje se grabó en varios países. Entre ellos destacan: Kenia, donde el director vivió durante 3 años con el objetivo de estar en contacto con leones; Uruguay, país en el que visitó una granja de cebo de vacas; y Sudán del Sur, donde fotografió un poblado cuyas casas se encuentran sobre el agua.
Además, con el fin de reducir al máximo el consumo de carbono durante su producción, la mayoría de las imágenes empleadas en el documental son de producciones anteriores, como Woman o Human, que no llegaron a difundirse. También se utilizaron algunas secuencias grabadas por drones.

## Música y narración
La música de la película documental fue compuesta por el israelí Armand Amar.Este compositor tiene interés tanto por la música tradicional africana y de Oriente Medio como la música clásica europea. Esto es notablemente visible en la banda sonora de la película.
Amar ya trabajó con Arthus-Bertrand para crear la banda sonora de su antiguo proyecto, Home (2009).
El propio director narra texto a la vez que las fotos y vídeos aparecen en pantalla.

## Entrevistas y actos de promoción
Antes del estreno del largometraje, el director fue entrevistado por la periodista Léna Le Cocguen para la revista Futura.En este encuentro, Arthus-Bertrand comenta cómo esta película es la más personal que ha dirigido hasta el momento, además de su opinión sobre el cambio climático, el amor como solución al problema medioambiental o el futuro de nuestro planeta.
Además de ser la más personal, Arthus-Bertrand también ha reconocido, en una entrevista con la periodista Émeline Ferard, que ha sido la más difícil. Buscaba hacer algo diferente a lo que se suele ver en las películas sobre catástrofes y no quería culpar a los lobbys o a los políticos. Asimismo, tuvo que buscar la manera de provocar de nuevo emociones en los espectadores, ya que términos como gases de efecto invernadero o el deshielo de los polos han perdido su fuerza como consecuencia de su frecuente utilización en los medios de comunicación.
Junto a estas entrevistas se han llevado a cabo varias proyecciones del documental de la mano de Yann Arthus-Bertrand o incluso Franck Courchamp, demostrando el gran alcance que ha tenido a nivel cultural. En el visionado que tuvo lugar en el Museo de las Confluencias, Courchamp participó en una discusión con los asistentes para hablar y comentar el tema del documental con sus opiniones y preocupaciones.Otros lugares donde se llevó a cabo la emisión de este documental fue en el Festival du Film Vert en 2023 y en el Banco de Luxemburgo junto con ministros y altos cargos políticos.
Aparte del largometraje, el 25 de noviembre de 2021, Arthus-Bertrand publicó un libro: Legacy, le heritage d’une vie', donde narra en primera persona la historia íntima de su vida. Este fue publicado por la editorial Edition de La Martinière. No es la primera vez que el fotógrafo hace esto, ya que en 2009 estrenó el documental Home, y unos años después publicó el libro La terre vue du ciel, bajo la misma editorial. 

## Lanzamiento y recepción
La revista televisiva francesa Télé Poche otorgaba al documental una calificación de 2/3, afirmando que se trata de «Un documental chocante».
Los espectadores franceses dieron a este documental una puntuación de 4,4/5 en la plataforma AlloCiné.Recogiéndose un total de 15 críticas.

## Premios
El documental ganó el Premio Unifrance de la exportación audiovisual en su 19 edición y volvió a ser seleccionado como candidato el año siguiente.También estuvo nominado al Premio Tournesol.